# Ciclisme als Jocs Olímpics d'estiu 2008 - Camp a través masculí
La cursa masculina de camp a través dels Jocs Olímpics d'Estiu 2008 es va córrer el 23 d'agost a la Pista de ciclisme de la Muntanya de Laoshan.
La sortida de la prova és simultània i els ciclistes han de donar 8 voltes a un circuit per un total de 35,6 km. El vencedor és el primer a completar el recorregut i creuar la línia d'arribada. Els ciclistes doblats acaben la cursa en la volta en què es troben i han d'aturar-se i finalitzar la cursa.

## Medallistes
| Or             | Plata                  | Bronze        |
| Julien Absalon | Jean-Christophe Péraud | Nino Schurter |

## Classificació final
| Posició | Ciclista                | Temps      |
| ------- | ----------------------- | ---------- |
| Or      | Julien Absalon          | 1h 55' 59" |
| Plata   | Jean-Christophe Péraud  | 1h 57' 06" |
| Bronze  | Nino Schurter           | 1h 57' 52" |
| 4       | Christoph Sauser        | 1h 57' 54" |
| 5       | Marco Aurelio Fontana   | 1h 59' 59" |
| 6       | Christoph Soukup        | 2h 00' 11" |
| 7       | Liam Killeen            | 2h 00' 14" |
| 8       | Iñaki Lejarreta Errasti | 2h 00' 21" |
| 9       | Sven Nys                | 2h 01' 00" |
| 10      | José Antonio Hermida    | 2h 01' 01" |
| 11      | Manuel Fumic            | 2h 01' 16" |
| 12      | Oliver Beckingsale      | 2h 01' 25" |
| 13      | Marek Galinski          | 2h 01' 29" |
| 14      | Cedric Ravanel          | 2h 01' 38" |
| 15      | Burry Stander           | 2h 01' 58" |
| 16      | Moritz Milatz           | 2h 02' 59" |
| 17      | Fredrik Kessiakoff      | 2h 03' 09" |
| 18      | Jaroslav Kulhavy        | 2h 03' 20" |
| 19      | Roel Paulissen          | 2h 03' 30" |
| 20      | Geoff Kabush            | 2h 03' 55" |
| 21      | Rubens Valeriano        | 2h 05' 19" |
| 22      | Jianhua Ji              | 2h 05' 29" |
| 23      | Andras Parti            | 2h 06' 00" |
| 24      | Kashi Leuchs            | 2h 06' 30" |
| 25      | Jakob Diemer Fuglsang   | 2h 06' 41" |
| 26      | Héctor Leonardo Páez    | 2h 06' 46" |
| 27      | Darío Alejandro Gascó   | 2h 07' 04" |
| 28      | Carlos Coloma Nicolás   | 2h 09' 05" |

### Ciclistes que no finalitzen la cursa
Dos ciclistes van abandonar la cursa, i vint van ser doblats pel cap de cursa i es van veure obligats a parar: 
- Robin Seymour (abandona a la segona volta)
- Florian Vogel (abandona a la cinquena volta)
- Antipass Kwari (doblat a manca de sis voltes)
- Federico Ramírez (doblat a manca de cinc voltes)
- Kohei Yamamoto (doblat a manca de tres voltes)
- Mannie Heymans (doblat a manca de tres voltes)
- Seamus McGrath (doblat a manca de tres voltes)
- Todd Wells (doblat a manca de tres voltes)
- Sergii Rysenko (doblat a manca de tres voltes)
- Iuri Trofímov (doblat a manca de dues voltes)
- Chun Hing Chan (doblat a manca de dues voltes)
- Daniel McConnell (doblat a manca de dues voltes)
- Emil Lindgren (doblat a manca de dues voltes)
- Bart Brentjens (doblat a manca de dues voltes)
- Cristóbal Silva (doblat a manca de dues voltes)
- Bilal Akgul (doblat a manca de dues voltes)
- Rudi van Houts (doblat a manca de dues voltes)
- Wolfram Kurschat (doblat a manca de dues voltes)
- Filip Meirhaeghe (doblat a manca de dues voltes)
- Klaus Nielsen (doblat a manca d'una volta)
- Yader Zoli (doblat a manca d'una volta)
- Adam Craig (doblat a manca d'una volta)